# Намедни 1961—2003: Наша эра
«Допі́ру 1961—2003: Наша Ера» (рос. Наме́дни 1961—2003: Наша Эра) — цикл документальних передач про історію СРСР і Росії в другій половині XX століття на телеканалі НТВ. Ведучий — Леонід Парфьонов. Кожна серія присвячена подіям, людям і явищам в СРСР (з 1992 року — в Росії) з 1961 по 2003 роки. Цикл було згодом видано на VHS та DVD.

## Склад циклу
Перший випуск складався з 31 серії: з 1961 по 1991 роки. Вони супроводжуються коментарями експертів: письменника Анатолія Стреляного, економіста Єгора Гайдара, політолога Сергія Караганова, актрис Ренати Литвинової та Тетяни Друбич.
Як відео-жарти внутрішні заставки серій робилися з кінохронік, в які вставляли зображення Леоніда Парфьонова як дійової особи: Леонід Парфьонов на полюванні з Хрущовим, Парфьонов на нагородженні Тодора Живкова, Парфенов і Форрест Гамп в Білому Домі, Парфьонов перекладає розмову під час переговорів Рейгана і Горбачова, Парфьонов на космічній станції «Мир» тощо
Серію про 91 рік автор закінчив словами: «Історія закінчилась, почалася сучасність», але вже в 1999 почалася робота над доповненням: «Намедни 92-99», прем'єра якої виходила в ефір з 21 по 30 грудня 1999 року, а з 2000 по 2003 кожен рік знімався підсумковий випуск програми.

## Список серій

### 1960-ті
| Рік  | Зміст серії |
| ---- | --- |
| 1961 | Нові гроші, Стрілка ощенилася, кукурудзяна програма, фільм «Людина-амфібія», політ Юрія Гагаріна, флористика, взуття на шпильках, Плайя-Хірон, Хрущовки, Тетяна Шмига, Братська ГЕС, Палац з'їздів, Валерій Брумель, XXII з'їзд КПРС, винесення з мавзолею тіла Сталіна, зібрання творів Ільфа і Петрова, Справа Рокотова, Рух неприєднання, Олег Попов, переговори Хрущов — Кеннеді, «Хотят ли русские войны», Берлінська криза, Віцин-Нікулін-Моргунов. |
| 1962 | «Блакитний вогник», Нона Гапріндашвілі, іноземні мови в школі, рік Африки, Муслім Магомаєв, теплохід «Комета», відвідування Хрущовим виставки авангардистів, Меркурій-Атлас-6, підвищення цін, радіостанція «Юність», Новочеркаський розстріл, гастролі Большого театру в США, 150-річчя Бородінської битви, поручик Ржевський, нагородження вчених-ядерників, фільм «А якщо це любов?», «Один день Івана Денисовича», хула-хуп, Ігор Стравінський, МКАД, пінгвін — символ Антарктиди, Олег Пеньковський, Карибська криза, Едіта П'єха та Майя Кристалинская, Лев Ландау. |
| 1963 | КВН, Мартін Лютер Кінг, Валентина Терешкова, нафтопровід «Дружба», Твіст, посилення боротьби з релігією, Лев Яшин, новий побут, Фідель Кастро, поліетилен, болоньєвий плащ, Тигран Петросян, пісенний цикл «А в нас у дворі», погіршення радянсько-китайських відносин, фільм «Вісім з половиною», кінотеатр «Росія», квадратно-гніздовий посів, фарбування волосся, візит Хрущова в Югославію, нова шкільна форма, імпорт зерна, журнал «Юність», вбивство Джона Кеннеді, мінімалізм у побуті, Людмила Зикіна. |
| 1964 | Лідія Скоблікова, Людмила Білоусова та Олег Протопопов, операція «Червоний дракон», пенсія колгоспникам, фільм «Я простую Москвою» радіостанція «Маяк», візит Хрущова в ОАР на відкриття Асуанської ГЕС, «Антисвіти» Андрія Вознесенського, Анастас Мікоян, Ріхард Зорге, «тайговий цикл» Олександри Пахмутової, Театр на Таганці, одомашнення диких тварин, Василь Пєсков, відставка Хрущова, Олексій Аджубей, Ла Скала в Москві, трактори К-700 та ДТ-75, Інокентій Смоктуновський, посилення боротьби з дармоїдством, Йосип Бродський, Юрій Власов та Леонід Жаботинський, штучне хутро, Микола Басов та Олександр Прохоров, Булат Окуджава, «Надобраніч, малюки!», Урго Кекконен, нейлонова сорочка. |
| 1965 | Восход-2, Іж Планета і Юпітер, Едуард Хіль, Мохер, футбольний матч СРСР — Бразилія, Іл-62, Ан-22, Ту-134, Ту-144 та Мі-10 на авіасалоні в Ле Бурже, «Брестська фортеця» Андрія Смирнова, XX років Перемоги, Софі Лорен, косигінські реформи, студентська самодіяльність, Операція «И», ЕОМ «Урал», Євген Євтушенко, скороварка, Наталія Кучинська, телевізор «Електрон», бітломания, Микола Підгорний, індо-пакистанський інцидент, Едуард Стрельцов, День вчителя, війна у В'єтнамі, Михайло Шолохов, радіоприймач «Спідола». |
| 1966 | Луна-9 та Луна-10, меліорація земель, Ташкентська декларація, світовий кінобум, 8 березня, прямі авіарейси СРСР — США, цирк на льоду, Ташкентський землетрус, годинник «Ракета», Культурна революція в Китаї, Кижі, ЗАЗ-966, процес Синявського і Даніеля, Бурштин, антиамериканські виступи на Йокосуці, XXIII з'їзд КПРС, сільська проза, Як-40, візит де Голя в СРСР, посилення боротьби з хуліганством, розвиток вендінгових систем, Кабачок «13 стільців». |
| 1967 | «Літературна газета», могила Невідомого Солдата, Сергій Юрський, зняття Шелепіна, Семичастного та Павлова, Юрій Андропов, Кавказька полонянка, загибель Володимира Комарова, Іраклій Андроников, Експо-67, Майстер і Маргарита, Шестиденна війна, Невловимі месники, телецентр «Останкіно», меморіальний комплекс на Мамаєвому Кургані, Володимир Висоцький, 50-річчя Жовтня, театр «Современник», Чорні полковники, п'ятиденний робочий тиждень, два роки служби в армії замість трьох в армії і три на флоті, знак якості, кримплен, Майя Плісецька. |
| 1968 | Програма «Час», народні промисли, вестерни кіностудії ДЕФА, загибель Юрія Гагаріна, празька весна, Микола Сличенко, Калінінський проспект, анекдоти про Чапаєва, 50 років комсомолу, Фантомас, жіночий брючний костюм, фільм «Мертвий сезон», Москвич-412, вбивство Роберта Кеннеді та Мартіна Лютера Кінга, телепрограма «У світі тварин», зібрання творів Ернеста Хемінгуея, в'язання, олімпіада в Мехіко, Аркадій Райкін, ескалація війни у В'єтнамі, в'єтнамки, введення військ до Чехословаччини, демонстрація 25 серпня, Міньйон дерзань Давида Тухманова. |
| 1969 | Родніна та Уланов, безлади в Північній Ірландії, стиковка Союз-4 та Союз-5, замах на Брежнєва, Михайло Баришніков та Маліка Сабирова — переможці Міжнародного конкурсу артистів балету, Ян Палах та акції самоспалення в Чехословаччині, чемпіонат світу з хокею, бум курівництва, фільм «Діамантова рука», Спогади і роздуми, муміє, американці на Місяці, видання Екзюпері, пісня «Ніжність», Тетяна Дороніна і фільм «Ще раз про любов», збройний конфлікт на острові Даманський, Тур Геєрдал та подорож на човні"Ра", виробництво взуття, пісня «Величезне небо», ГСВГ, Байкал, нова шкільна програма, мультфільми «Бременські музиканти», «Вінні-Пух» та «Крокодил Гена».                           |

### 1970-ті
| Рік  | Зміст серії |
| ---- | --- |
| 1970 | Балет «Спартак»,перепис населення, кадрові перестановки в журналі «Новий світ», міська проза та повість «Обмін» Юрія Трифонова, 2500-річчя Самарканда, Олег Єфремов — головний режисер МХАТу, Катерина Фурцева, 100-річчя Леніна, ленінський суботник, Віллі Брандт, перука, кіноепопея «Визволення», Смена-8М та Зеніт-Е, Міжнародний конкурс імені Петра Чайковського, «Спортлото», Луноход-1, фільми «Біле сонце пустелі» та «Ад'ютант його високоповажності», реабілітація белоеміграції, 6 соток, Держтелерадіо, карбування, Олександр Солженіцин, викрадення літака до Туреччини, Ну ж бо, дівчата!, водолазка, ленінська премія Людмилі Зикіної, «Волга» ГАЗ-24 |
| 1971 | Новорічне звернення Брежнєва, Радянське шампанське, Дін Рід, зібрання творів Єсеніна, магазини самообслуговування, БелАЗ-549, кіножурнал «Фітіль», Еріх Гонеккер, заворушення в Польщі, сорочка Поло, єврейська еміграція, XXIV з'їзд КПРС, Пізанська вежа, Кола Бельди, Анжела Девіс, ВАЗ-2101, Леонід Єнгібаров, бадмінтон, студентські будівельні загони, загибель космонавтів Добровольського, Волкова та Пацаєва, годинник на будівлі театру Образцова, французькі парфуми, Марина Владі та Володимир Висоцький, Василь Алексєєв, поштовий індекс, Пісня року. |
| 1972 | Прапорщики і мічмани, Виверження вулкану Алаїд, Боббі Фішер — 11 чемпіон світу, «УАЗ 469», Сергій Лемешев, Самотлорське нафтове родовище, Відпочинок в горах і спелеотуризм, Олександр Годунов і Надія Павлова, Суперсерія СРСР — Канада, Штани-кльош і платформи, Візит Ніксона до Китаю і СРСР, Нові Норми ГТО, Олександр Галич, Передача «Від щирого серця», Засуха, Захоплення ізраїльських спортсменів, Олімпійські ігри в Мюнхені, баскетбольний фінал СРСР-США, Михайло Суслов — 70 років, Виведення групи радянських військових спеціалістів з Єгипту, Зміїна отрута, Посилення боротьби з пияцтвом, Продовольча криза, 50 років СРСР, Анекдоти про чукчу, Фільм «Джентльмени удачі». |
| 1973 | Ольга Корбут, Заміна партквитків, «Пісняри», Закінчення війни у В'єтнамі, Спорткомплекс «Медео», «Лист 40 академіків», Бригадний госпрозрахунок, Грузинські короткометражки, виробництво піаніно, музичні школи, 1 000 000 000 пудів зерна, візит Брежнєва в Казахстан, Лев Кінг, Снігохід «Буран», Вистава «Соло для годинника з боєм», Військовий переворот в Чилі, «Бібліотека сучасної фантастики», Передача «Очевидне-неймовірне», Автосервіс, 90 років Будьонному, Серіал «Сімнадцять спалахів весни», Катерина Максимова та Володимир Васильєв, Нафтова криза, Війна Судного дня, Виставка скарбів гробниці Тутанхамона в СРСР, Рак, Баптизм, Мультфільм «Ну, постривай!». |
| 1974 | Фільм «Люди і манекени», Виплати по облігаціях державної позики, «Золоте кільце Росії», Вотергейтський скандал, 220 вольт, «Бульдозерна виставка», Революція в Португалії, Висилка Солженіцина, БАМ, Зустріч високих гостей, Фільм «Високий блондин у чорному черевику», Лаздинай, Похорон Маршала Жукова, Архієпископ Макарій III, розділ Кіпру, Супертанкер «Крим», Фільм «Калина червона» і смерть Василя Шукшина, Виставка «Джоконди» в Москві, Скорочення м'ясо-молочної продукції, «Книга про смачну і здорову їжу», Луїс Корвалан, Віктор Хара, Геннадій Хазанов, Пам'ятник Хрущову на Новодівичому кладовищі, Турнір «Золота шайба», Станції метро в Москві та Ленінграді, Програма «9-я студія», Виставка Наді Рушевої, Постанова по розвитку Нечорнозем'я, ВІА «Веселі хлоп'ята», «Самоцвіти», «Пісняри». |
| 1975 | Андрій Тарковський — «Дзеркало», книги в обмін на макулатуру, радіоголоси, Динамо (Київ) — володар Кубка Кубків з футболу, фільм «Здрастуйте, я ваша тітка», Союз — Аполлон, Лаос і Камбоджа — соціалістичні країни, телепрограма «Що? Де? Коли?», Брежнєв — Жискар д'Естен — дружба між СРСР і Францією, віндсерфінг, пісня «День перемоги». |
| 1976 | Корвалан на свободі, нові паспорти, вино «бормотуха», хокей ЦСКА — Монреаль Канадієнс, «Жигулі» ВАЗ-2106, нові автомобільні права, МІГ-25 відлетів до Японії, смерть Мао Цзедуна, автозавод КАМАЗ, телепрограми «Ранкова пошта» та «Мелодії і ритми зарубіжної естради», Давид Тухманов — «По хвилі моєї пам'яті», спектакль «Історія коня». |
| 1977 | Вибух в московському метро, дисиденти — Гельсінська спілка, «Берізки» — чеки Зовнішпосилторга, Тур Геєрдал на «Тигрис», новий текст гімну СРСР, літак Ту-144, Микита Михалков — фільм «Незакінчена п'єса для механічного піаніно», відпочинок в Прибалтиці, пожежа в готелі «Росія», автомобіль «Нива», шабашники, дельтапланеризм. |
| 1978 | Оркестр Поля Моріа в Москві, Брежнєву — орден Перемоги, «Бенефіс» Гурченко, виставка Іллі Глазунова, поїздки на картоплю, фільм «Міміно», Кемп-Девідська угода, Мухаммед Алі в Москві, Папа Римський — поляк, гастролі «Боні М». |
| 1979 | Перемога Тетчер на виборах, Олександр Годунов залишився в Америці, фільми про Шерлока Холмса і «Місце зустрічі змінити не можна», договір ОСО-2, друкарська машинка «Ятрань», театри-студії, Елтон Джон і Джо Дассен, Пугачова — «Жінка, яка співає», Боярський — «Три мушкетери», ісламська революція в Ірані, розбився «Пахтакор», «Пінк Флойд» — диск «Стіна», введення військ до Афганістану. |

### 1980-ті
| Рік  | Зміст серії |
| ---- | --- |
| 1980 | Смерть Висоцького, аеропорт Шереметьєво-2, Сахарова вислали до Горького, естонська естрада, мода на дублянки, фестиваль «Тбілісі-80», група «Машина часу», олімпіада в Москві, Рейган — президент, Джуна Давіташвілі, вбивство Джона Леннона, широкомасштабні військові дії в Афганістані, інститут мікрохірургії ока — Святослав Федоров. |
| 1981 | Воєнний стан у Польщі, аеробус «ІЛ-86», справа фірми «Океан», голодовка в Белфасті, підвищення цін на бензин і горілку, замахи на Рейгана, Садата, Папу Римського; «Динамо» (Тбілісі) — володар Кубка кубків, Бельмондо, «Юнона і Авось» в Ленкомі, 75 років Брежнєву, перехід на літній час, Міттеран — президент Франції, Михайло Жванецький, електричний самовар. |
| 1982 | Газопровід «Уренгой-Помари-Ужгород», смерть Суслова, продовольча програма, кубик Рубіка, канцлер Коль, Софія Ротару, Раймонд Паулс, шапки з собаки, події на Фолклендських островах, радянський «Адідас», смерть Брежнєва, Ликови — «Тайговий тупик» , Гретцкі-Марадона-Каспаров, ізраїльське вторгнення до Лівану, друга загальносоюзна телепрограма, радянські альпіністи на Евересті. |
| 1983 | Янковський і Нейолова — образи сучасників, універмаг «Москва», горілка «Андропівка», минтай — головна риба, боротьба за дисципліну, конфронтація з США, «Імперія зла», Антисіоністський комітет радянської громадськості, Саманта Сміт, збили корейський «Боїнг», Юрій Антонов, група «Земляни», аварія теплохода «Олександр Суворов», ленінградський рок-клуб, пластилінові мультфільми Олександра Татарського, Зураб Церетелі. |
| 1984 | Бойкот Олімпіади в Лос-Анджелесі, В'ячеслав Полунін і «Лицедії», рік найбільших втрат в Афганістані, шкільна реформа, Женя Кісін, спортивний стиль в одязі, Мішель Платіні, «ВАЗ-2108», Молотов відновлений в партії, зниження цін на оселедець івасі, мода на брейкданс, відеомагнітофон «ВМ-12», план повороту північних річок, смерть Андропова, смерч в Іванівській області, страйк англійських шахтарів, фільм «Любов і голуби», вбивство Індіри Ганді. |
| 1985 | Смерть Черненко, бійня на стадіоні в Брюсселі і пожежа на стадіоні в Бредфорд, пам'ятник Леніну на Жовтневій площі в Москві, Сергій Бубка — 6 метрів, боротьба з пияцтвом, замах на «Данаю» в Ермітажі, перші радянські комп'ютери, Каспаров — чемпіон світу, програма СОІ — «зоряні війни», фестиваль молоді і студентів у Москві, знайшли «Титанік», мода на аеробіку, Старий Арбат відкрився після реставрації, каунаський «Жальгіріс» — чемпіон СРСР з баскетболу, літак АН-124 «Руслан». |
| 1986 | Новорічні звернення Рейгана і Горбачова до радянського і американського народів, крах теплохода «Адмірал Нахімов», повернення академіка Сахарова із заслання, 5-й з'їзд кінематографістів, комісар Каттані, «Модерн токінг», загибель «Челленджера», Брайтон-біч, академік Лихачов — герой Соціалістичної Праці, конкурс естрадної пісні «Юрмала-86», вбивство Улофа Пальме, поїздки Горбачова по країні, Раїса Горбачова, Ігри доброї волі, комета Галлея, нальоти американців на Лівію, Радянський Фонд культури. |
| 1987 | Доктор Хайдер, «Бурда моден» російською мовою, держриймання, проституція, Маргарет Тетчер в Москві, товариство «Пам'ять», Олександр Розенбаум, вигнання Єльцина з Політбюро, Нобелівська премія Йосипу Бродському, Матіас Руст на Красній Площі, лімітчики, поділ МХАТу, бавовняна справа — суд над Чурбановим, смерть Миронова і Папанова, День міста в Москві, телемости, «До і після півночі», «Погляд», «Прожектор перебудови», автомобілі «Ока» і «Таврія», вибори директорів, самофінансування, індивідуальна трудова діяльність, фільм «Покаяння», мода на перебудову на Заході, проза перебудови.                                                                       |
| 1988 | Фільми «Асса», «Маленька Віра», «Інтердівчинка», конфлікт в Нагірному Карабаху, пожежа в бібліотеці Академії Наук СРСР, Ніна Андрєєва — «Не можу поступатися принципами», XIX всесоюзна партконференція, СНІД в СРСР, перший конкурс краси, Олімпіада в Сеулі, рекет, тисячоліття хрещення Русі, національні рухи в Прибалтиці, група «Ласковий май», терористи Овечкіни, землетрус у Вірменії, «Буран» в космосі, російський рок на стадіонах. |
| 1989 | Виведення військ з Афганістану, кооператор Артем Тарасов, Салман Рушді — «Сатанинські вірші», повернення в СРСР Шемякіна і Неізвєстного, вибори, перший з'їзд Народних депутатів СРСР, затонув підводний човен «Комсомолець», події в Тбілісі — саперні лопатки, конфлікт в хокейному ЦСКА, Горбачов в Китаї, події на площі Тяньаньмень, Ленінградське телебачення — «600 секунд» і «П'яте колесо», зламали Берлінську стіну, мітинги в Москві, «варені» джинси, зустріч Горбачова з Папою Римським, Кашпіровський і Чумак, поняття «гарячі точки» в СРСР, крах соціалізму в Східній Європі, смерть академіка Сахарова, страйки шахтарів в СРСР, фільм «Гардемарини, вперед!». |

### 1990-ті
| Рік  | Зміст серії |
| ---- | --- |
| 1990 | «Макдональдс» в Москві, лосини і легенси, поява недержавних радіостанцій, «Поле чудес», Телевізійна служба новин (ТСН), Алексій II — Патріарх всієї Русі, справа кооперативу АНТ — продаж танків за кордон, Горбачов — президент СРСР, Попов і Собчак — глави Москви і Ленінграда, ламбада, Станіслав Говорухін — фільм «Так жити не можна», возз'єднання Німеччини, Єльцин — голова Верховної Ради РРФСР, турецький чай, створення компартії РРФСР, вбивство Олександра Меня, «митьки», масова еміграція з СРСР, «тютюнові» бунти, загинув Віктор Цой, XXVIII з'їзд КПРС — вихід Єльцина з партії, Нельсон Мандела на свободі. |
| 1991 | Спроби переворотів в Литві і Латвії, затиск гласності — закрили «Взгляд» і ТСН, прем'єр-міністр Павлов, обмін грошей, лялька Барбі, війна з Іраком — операція «Буря в пустелі», продовольча криза, гуманітарна допомога, знайдення мощей Серафима Саровського, вбивство Раджива Ганді, референдум про збереження СРСР, Роман Віктюк — спектакль «Мадам Батерфляй», розпад Югославії, російське телебачення, розпуск Варшавського договора та РЕВ, Єльцин — президент РРФСР, КамАЗи на ралі Париж-Дакар, серпневий путч, Санкт-Петербург замість Ленінграда, убивство Ігоря Талькова, заборона КПРС, повалення Звіада Гамсахурдіа, розпад СРСР — Біловезька Пуща, відновлення дипломатичних відносин з Ізраїлем. |
| 1992 | Мильна опера «Санта Барбара». Гайдар і його команда, шокова терапія. Свобода торгівлі. Премія Букера. Процес над КПРС. Кіоск-намет. Олімпіади, збірні СНД. Угон автомобілів, гаражі-«мушлі». Суперечка через Крим, Севастополь, Чорноморський флот. Фальшиві авізо. Наші в Югославії. Віце-президент Олександр Руцькой. Автовідповідачі і визначники номера. Офіси, бухгалтер — модна професія. Кириловичі, Гоги — «спадкоємець Російського престолу». Памперси, тампони. Охоронці і security. Шеварднадзе — знову глава Грузії. Біржі. Відставка Попова, Лужков — мер Москви. Сепаратизм автономій — Татарія і Башкирія. Експорт та реекспорт кольорових металів. Посадили Тайсона. Ваучер і Чубайс. Розкол радянського хокею. Скасування монополії на горілку, «Рояль», «Распутін». Війни на околицях колишнього Союзу — Абхазія, Таджикистан, Придністров'я. Вибухи на артилерійських складах. Козацтво. Розпад Чехословаччини. Прем'єр Черномирдін. Група «На-на». |
| 1993 | Відеокліпи. Росія — виїзна країна. Російський «Смірнов». Старі іномарки, тури за авто. Презентації. Референдум «так-так-ні-так». Форум в Давосі. Швейцарія — елітний закордон. Грошова реформа Геращенко, нові купюри. Підлітки миють машини. Розкол в світових шахах. Компакт-диски: CD замість LP. Алієв — президент Азербайджану. Ісламські країни СНД. «Снікерс», «Баунті» і «Марс». ДКО. Кілери, вбивства банкірів. Ринок житла, ріелтори, євроремонт. Гербалайф. Генерал Лебедь — політик. Секс-індустрія. Російська національна єдність, Баркашов. Побутова техніка. «Валізи Руцького». Президентський Указ № 1400, розстріл Білого Дому. ТВ-6. НТВ. «Біле братство». Гастарбайтери. Теніс — царський спорт. Нова конституція. Державна Дума. Хакамада — «нова російська» жінка. Майкл Джексон у Москві. |
| 1994 | Покази мод, топ-моделі. Єльцин переїхав в Крилатське. Кольорове фото. Помер Кім Ір Сен. «Газель». Весілля Пугачової і Кіркорова. МММ. Отарі Квантрішвілі. Супермаркети. Війна і голод в Руанді. Роликові ковзани. Відпочинок за кордоном. Кучма і Лукашенко. Повернення Солженіцина. Розкол в «Правді». Виведення військ з Німеччини. А-310 і пором «Естонія». Пейджер. Єльцин проспав Ірландію. Липова фірма. «Нірвана» і Курт Кобейн. Нові автомобільні номери. Війна в Чечні. «Властиліна» — «Чара». Загибель Айртона Сенни. «Орестея» Петера Штайна. «Чорний вівторок». Убитий Дмитро Холодов. Картки і банкомати. Зірки НХЛ в Росії. Еймс — російський шпигун в ЦРУ. Клуби. Єлизавета II в Москві. Тарантіно. |
| 1995 | Вбивство Владислава Листьєва |
| 1996 | |
| 1997 | |
| 1998 | |
| 1999 | |

### 2000-ні
| Рік  | Зміст серії |
| ---- | ----------- |
| 2000 |             |
| 2001 |             |
| 2002 |             |
| 2003 |             |

## Популярність циклу
Однойменна щотижнева телепередача під керівництвом Леоніда Парфьонова транслювалася на телеканалі НТВ в 2001—2004 роках. У 2002 році вона була удостоєна національної телевізійної премії «ТЕФІ» Академії Російського телебачення в номінації «Найкраща інформаційно-аналітична програма». Після звільнення Парфьонова з НТВ передача була закрита.
У листопаді 2007 року Леонід Парфьонов оголосив про намір видати ілюстрований чотиритомник «Намедни: Наша ера», кожен том якого буде присвячений десятиріччю в цілому: 1960-ті, 1970-ті, 1980-ті та 1990-ті роки відповідно. Вже в листопаді 2008 видавництво «КоЛібрі» випустило у світ першу книгу: «Намедни. Наша ера. 1961—1970»; повторний наклад на початку 2009 склав 50000 примірників. Наступний том «Намедни. Наша ера. 1971—1980» вийшов у травні 2009. Третій том вийшов восени 2009 року.
Матеріали для видання Леонід Парфьонов збирав за допомогою друзів, знайомих і численних читачів щоденника в «Живому журналі». Частина світлин віднайдена в особистому архіві автора.

## Цікаві факти
- У серії про 1999 рік, що вийшла напередодні 2000-го про відставку Єльцина нічого не говориться, бо про неї стало відомо 31 грудня 1999-го — коли серія вже було відзнята і готова була вийти в ефір, саме, 31 грудня 1999-го. Епізод про відставку вставили пізніше.